# Ian Sierada
Ian Mikitavitch Sierada (en biélorusse : Ян Мікітавіч Серада), né le 1er mai 1879 à Zadzvieja, dans le Gouvernement de Minsk et mort après le 19 novembre 1943, est un homme politique biélorusse. Il fut le président de la République populaire biélorusse de mars 1918 au 14 mai 1918.